# M'bororo
La Mbororo ou M'bororo est une race bovine africaine. En anglais, elle porte le nom de red fulani. Les noms de wodabe, fellata, abori, bodadi et brahaza existent aussi.

## Origine
Il s'agit d'une race zébuine à grandes cornes arrivée d'Inde en Afrique par l'Océan Indien, amenée par les Arabes. L'assèchement du Sahel au XIXe siècle a entrainé l'extension des zébus, plus résistants à la sécheresse. 
Cette race occupe de vastes territoires en pastoralisme migratoire de l'est du Niger au Soudan.

## Morphologie
Elle porte une robe unie rouge sombre. La bosse du garrot, les oreilles pendantes et la peau lâche sous le cou attestent de son appartenance à la sous-espèce Bos taurus indicus. Elle porte de longues cornes en lyre jusqu'à 140 cm de longueur.

## Aptitudes
C'est une race bovine élevée pour le prestige de la famille qui l'élève. Les troupeaux sont de grande taille mais la production est faible. La production laitière est anecdotique. Chaque jour, une vache différente est traite pour que le veau n'en souffre pas. La viande est consommée lors de fêtes. 
Ce type d'élevage met en danger les régions pâturées car il favorise le surpâturage. Les troupeaux sont gardés par les pasteurs pour les protéger des prédateurs, mais le nombre élevé d'animaux entraine des maladies et une forte mortalité des jeunes veaux.  